# Iamus (專輯)
《Iamus》是Melomics技術製作的第一張專輯，也是第一張使用Iamus創作的錄音室專輯，Iamus是由馬拉加大學設計的一個電腦叢集，用於創造了當代古典音樂。這些作品使用Melomics計算系統組成，完全由電腦生成，沒有人為輸入。

## 概觀
這些作品是使用基因組過程創作，其過程創造音樂並將其轉換為標準樂譜，供現場音樂家用於演奏與編輯。《Iamus》可以說是第一張完全由電腦作曲並由人類音樂家錄製的專輯。這引起了一場有爭議的討論，關於藝術表達的本質不僅在音樂中，且在許多表演與視覺藝術中。衛報的音樂評論家湯姆·塞維奇說：「Iamus的Hello World!......應該對音樂作品的完整性提出存在的問題，在人類作曲家寫的每個音符來自於謬論般的噴孔－－我們意識中獨特的情感與深刻思想的源泉。」
多產科學作家菲力普·博爾在跨學科科學雜誌自然上撰寫了一篇關於Iamus及其在當前音樂創作方法作用中的的專輯。

## 曲目列表
| 曲序 | 曲目         | 时长 |
| ---- | ------------ | ---- |
| 1.   | Tránsitos I  | 6:30 |
| 2.   | Tránsitos II | 6:23 |
| 3.   | Nasciturus   | 5:09 |
| 4.   | Alphard      | 3:30 |
| 5.   | Kinoth       | 5:45 |
| 6.   | Colossus     | 5:23 |
| 7.   | Hello World! | 8:08 |
| 8.   | Ugadi I      | 3:23 |
| 9.   | Ugadi II     | 2:48 |
| 10.  | Mutability   | 4:00 |

## 外部連結
- Melomics Homepage（页面存档备份，存于）
- Melomics page at University of Malaga (Spain)
- Melomics Records Youtube Channel（页面存档备份，存于）
- Tom Service' Review of Hello World! from The Guardian （页面存档备份，存于）
- YouTube上的London Symphony Orchestra's performance of Transistos II
- German Public Radio coverage, with interviews.